# Саможенков, Евгений Семёнович
Евгений Семёнович Саможенков (09.01.1911—27.11.1974) — советский конструктор оружия, лауреат Ленинской премии.

## Биография
Евгений Саможенков родился 9 января 1911 года на станции Ацвеж Вятской губернии России.
Окончил Орловский индустриальный техникум (1932). Работал сначала техником, а позже – мастером на заводах «Красная Пресня» в Москве, НКПС в Туле и в депо «Тула Лихвинская». 
В 1936 г. поступил в Тульский механический институт. В начале 1941 г. студентом-дипломником направлен на Тульский оружейный завод в качестве инженера, после начала войны вместе с заводом эвакуирован в город Саратов на завод № 614, где работал инженером-конструктором. Защитил диплом в 1944 г.
В 1944—1946 гг. конструктор на Тульском оружейном заводе.
В 1946—1960 гг. — инженер-конструктор ЦКБ-14. Был включён в конструкторскую группу В. И. Силина. В начале 50-х годов участвовал в работах по производству, испытаниям и монтажу на самолетах пушки АМ-23. С 1953 года работал над созданием станка к пулемету ТКБ-521 Никитина-Соколова. В дальнейшем станок был приспособлен к пулемету Калашникова и принят с ним на вооружение, производился с 1961 до 1969 года.
В 1960—1974 гг. — ведущий конструктор, начальник отдела ЦКИБ СОО. Разрабатывал универсальный станок к гранатомету СПГ-9, принятый на вооружение в 1964 году. В 1968—1972 гг. работал над созданием станка к пулемету НСВ-12,7. Разработал пусковую установку для запуска противоградовых снарядов «Град» ТКБ-05, «Алазань» ТКБ-040, пусковую установку под фотозаряд ТКБ-089. Участвовал в создании автомобильных салютных установок 2А-30 и 2А-34.
В 1964 году присуждена Ленинская премия, в 1971 году награждён орденом Трудового Красного Знамени, в 1967 году стал лауреатом премии им. С. И. Мосина.
Умер 27 ноября 1974 года, вскоре после выхода на пенсию.